# سنت لوسی، باربادوس
سنت لوسی، باربادوس (به لاتین: Saint Lucy, Barbados) یک منطقهٔ مسکونی در باربادوس است.

## خصوصیات
سنت لوسی ۳۶ کیلومترمربع مساحت و ۹٬۷۵۸ نفر جمعیت دارد.